# دلتف فون لیلنسرون
دلتف فون لیلنسرون (آلمانی: Detlev von Liliencron؛ زادهٔ ۳ ژوئن ۱۸۴۴ – درگذشتهٔ ۲۲ ژوئیهٔ ۱۹۰۹) یک نویسنده اهل آلمان بود.